# 巴扎应用商店

巴扎应用商店截图

巴扎应用商店（波斯語：‎）是一个伊朗安卓商店，成立于2011年4月，由礼萨·穆罕默迪（‎）和赫萨姆·阿尔曼德希（‎）与他们的一些同学和上同样大学的朋友合作完成。2019年4月，巴扎商店宣布已有超过4000万用户。巴扎商店专门给波斯语用户提供服务，提供164000多个伊朗和国际软件游戏、社交媒体、信息等其他应用。在伊朗，每周大约有2000万人次的访问该应用商店，其估值约为3.8亿欧元。
巴扎商店是伊朗人中最受欢迎的软件商店，占市场份额的97%，属赫萨尔达斯坦公司信息技术开发集团所有。该公司还运营一个叫Divar的在线分类广告服务。根据2018年4月的报告，巴扎商店拥有3600万用户，每月2900万用户使用该平台，平均每天530万。2017年巴扎商店参加了世界最大的移动通信活动，即巴塞罗那世界流動通訊大會活动。有关人士在会上介绍伊朗当地的移动生态系统，与一些新伙伴结成了合作关系。

## 内容收录
巴扎商店的平台上有近16万个应用软件，包括教育、规划、共享乘车、电子商务、旅游、生活方式、健康等门类。根据报告，引用2017年3月至2018年3月编制的数据，来自游戏应用软件的收入同比增长了94%。与截至2017年3月的一年相比，其他应用软件也上涨了64%。平均日下载数470万次，付费应用的月销售量790万次。

### 应用软件
据巴扎商店的首席执行官（CEO）阿米恩·阿米尔沙里非（‎）称，2017年，巴扎商店上最受欢迎的应用软件是Telegram、Instagram、茄子快传SHAREit（文件传输平台）、Divar（‎，分类广告应用软件）和Snapp（出租车呼叫应用软件）。
根据2018年报告，2017年3月至2018年3月下载最多的应用软件如下： 
|   | 应用软件                              | 一年中的安装激活数 |
| - | ------------------------------------- | ------------------ |
| 1 | Divar（分类和共享）                   | 1300万+            |
| 2 | Baad Saba日历                         | 80万+              |
| 3 | Toolbox                               | 60万+              |
| 4 | My Irancell（Irancell的官方应用软件） | 60万+              |
| 5 | Snapp（共享交通）                     | 60万+              |
| 6 | Aparat（视频共享）                    | 40万+              |
| 7 | Telewebion（视频）                    | 40万+              |
| 8 | My Hamrah（Hamrah Aval官方应用软件）  | 40万+              |

### 游戏
巴扎商店在游戏下载方面取得了巨大的成功，例如「部落冲突」在伊朗颇受欢迎。根据2013年的调查，伊朗有1800万位3到40岁的玩家，巴扎商店越来越希望通过游戏来提高未来收入。中国开发商在巴扎商店提供的游戏市场中占有相当比例。该应用软件市场的主要游戏供应商包括SuperCell、Tap4Fun和Elex等。
根据Newzoo的数据，在游戏用户的收入方面，伊朗在中东地区排名第三，仅次于土耳其和沙特阿拉伯。
根据巴扎商店的统计，大约有120家非伊朗本地的出版商和开发商，通过其平台提供超过800个应用软件。应用软件开发商从他们的应用软件中获得了70%的收入，其余30%由该应用商店收取。还有一些本地发行者与外国开发商合作，为讲波斯语的客户本土化了应用软件和游戏。
该公司说，在过去几年中，其游戏市场急剧扩张，指出目前有2800万用户在巴扎应用商店上购买手机游戏，占其总下载量的35%，使巴扎成为伊朗“手机游戏玩家的中心枢纽”。这一增长对本地游戏开发商来说是一个福音，他们的年收入复合增长率为67%。

### 媒体与视频
2018年，巴扎商店宣布与当地视频点播和IPTV服务提供商（如Filimo）开展新的合作，提供视频流服务。该服务起初主要针对2018年世界杯。之后，在其他内容提供商的帮助下，平台视频变得多样化。目前，平台上提供了数千个电影和电视节目，包括所有受欢迎的伊朗大片。此外还有一个面向儿童的IPTV频道。

## 金融交易
随着手机游戏在伊朗越来越流行，巴扎商店允许通过借记卡进行应用程序内购买国外流行的安卓游戏。这一点尤其重要，因为电子商务已经在伊朗非常流行，而且目前借记卡是首选的支付系统。截至2015年，据报道平均20%的伊朗人每天使用借记卡购物。截至2016年，机械迷城、Clash of Kings、Brothers in Arms 3、March of Empires、Township、King's Empire和其他世界著名游戏都参与了这一机制。在巴扎商店得以促进使用本地借记卡购买应用之前，外国游戏用户（如部落冲突）的玩家，尽管该游戏在伊朗十分流行，但还是不得不求助于使用第三方网站。第三方网站有时缺乏安全性，服务也很昂贵。

## 母公司及股东
巴扎商店是赫萨尔达斯坦公司信息技术开发集团的产品，由一个国际股东集团所有。
公司股东如下：
| 名字                           | 份额（百分比） |
| ------------------------------ | -------------- |
| 创始人和经理                   | 39.65          |
| 员工激励                       | 1.31           |
| Rahnema Kamyaban Nokhostin Co. | 29.92          |
| Novin Andishan Sarava Pars Co. | 19.22          |
| 其他法人                       | 7.85           |
| 向员工承诺的激励股             | 2.06           |

由于国际制裁的严格审查制度，海外的科技公司难以进入伊朗，巴扎商店是在伊朗这种独特的网络生态环境中发展出来的科技公司。在伊朗用户无法访问Google Play的情况下，巴扎商店推出了他们的平台，不仅提供在Google Play上看得到的受歡迎的应用程序，还为伊朗本土的应用程序为伊朗的初创企业和应用程序开发商提供了在推出产品的空间。

## 投资与多样化
在2018年，总部位于阿姆斯特丹的国际互联网投资公司International Internet Investment Coöperatief（IIIC）承诺向巴扎商店的母公司投资3800万欧元，赫萨尔达斯坦公司息技术开发集团以10%的股份交换。联合创始人兼董事长 赫萨姆·阿尔曼德希告诉伊朗劳动新闻社：「我们的管理结构在投资后将保持不变。…这笔钱将用于开发包括云服务在内的新服务。」他继续说：「我们正计划把巴扎商店变成独角兽的初创企业。」这家荷兰公司的投资将促进巴扎商店进入新的创新领域。

## 慈善工作
巴扎商店捐钱帮助重建了勒万萨尔县的一所学校。由于2017年的地震严重影响了伊朗西部的部分地区，巴扎商店与伊朗和国外的开发商联手筹集资金重建当地教育设施。该学校于2018年11月26日开学。
巴扎商店还赞助了一些旨在促进伊朗数字和编程知识的竞赛和活动，并在全球推广伊朗的信息技术产业。这些活动包括第43届国际大学生程序设计竞赛、伊朗互联网节目比赛、Bebras国际信息学和计算思维挑战赛以及一年一度的伊朗节日。以及一年一度的伊朗节日。